# Anaesthesia dolorosa
Als Anaesthesia dolorosa werden oft quälende Dauerschmerzen bzw. spontane Anfallsschmerzen in einer Körperregion bezeichnet, die ansonsten durch den Ausfall der Oberflächensensibilität bestimmt ist.
Die Anaesthesia dolorosa ist früher vor allem bei peripheren Nervendurchtrennungen gefürchtet gewesen. Dieses Schmerzbild kann im Sinne von Deafferenzierungsschmerzen vor allem nach frischen Verletzungen des Nervensystems wie einer Hinterstrangdurchtrennung oder einem Abriss einer Hinterwurzel wie auch als Komplikation der Behandlung einer Trigeminusneuralgie mittels perkutaner Radiofrequenz-Thermokoagulation des Ganglion Gasseri auftreten.
Bei der Thermokoagulation handelt es sich um eine Schmerzbehandlung durch Erhitzung unter Kontrolle bildgebender Verfahren. Hierbei werden mit einer Hitzesonde unter örtlicher Betäubung einzelne Nervenfasern verödet. Die Anwendung erfolgt zum Beispiel an Gelenkfacetten der Lendenwirbelsäule und Halswirbelsäule.
Auch die postherpetische Neuralgie vor allem bei über 60-Jährigen ist durch diese brennenden Sensationen, oft verbunden mit einer Allodynie (Berührungsempfindlichkeit) gekennzeichnet.